# 일기토

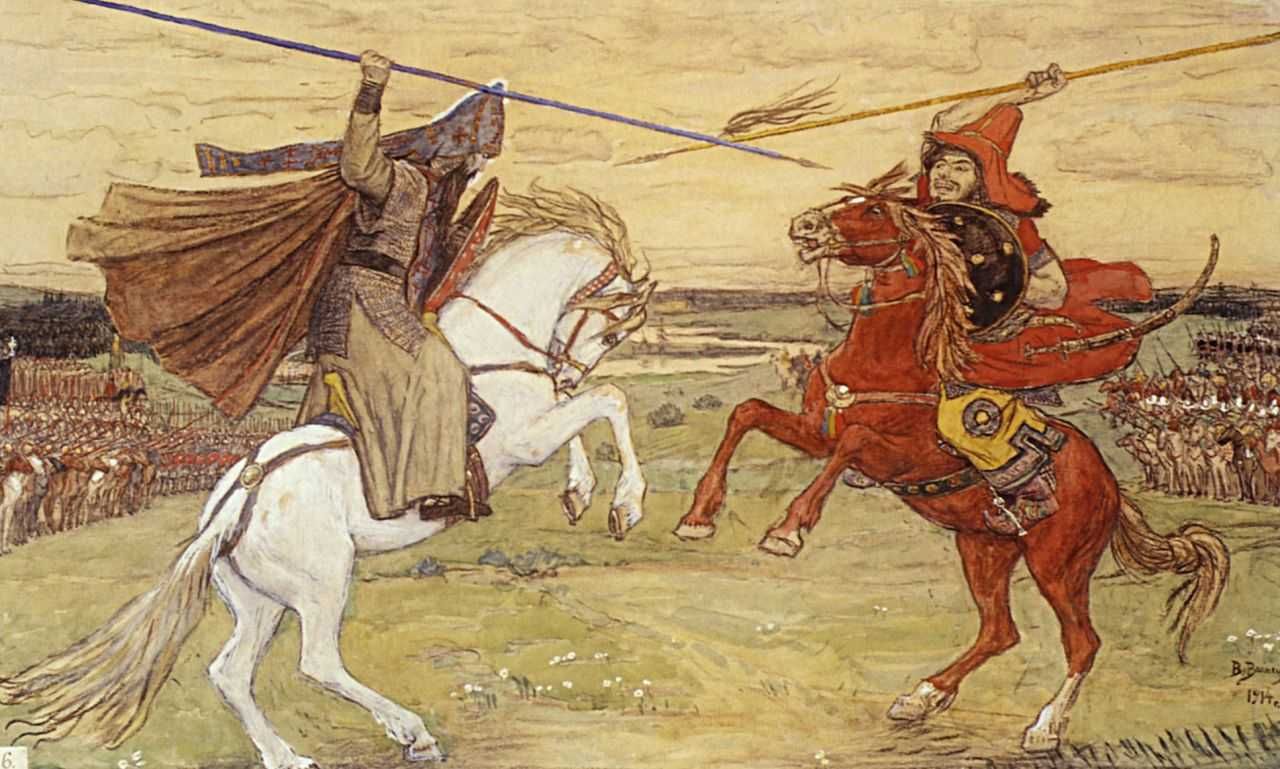
일기토

일기토(일본어: 一騎打ち 잇키우치[*] 혹은 일본어: 一騎討ち)는 말을 탄 무사가 일대일로 싸우는 것을 뜻하는 일본어식 표현이며. 90년대 삼국지 게임의 잘못된 번역을 통해 널리 퍼진 말이므로 우리말로는 '일대일 대결'. '일대일 승부', '단기접전(單騎接戰)' 등으로 표현하는 것이 옳다. 중국에서는 단도(單挑)로 표현한다. 
한국의 사서에는 유일하게 《태조실록》에 이성계가 여진족 장수 호발도(胡拔都)를 상대로 '단기(單騎)로 칼을 빼어 달려나가서 칼을 휘둘러 서로 쳤으나, 두 칼이 모두 번득이면서 지나쳐 능히 맞히지 못하였다' 라고 쓰여 있다.

## 개요[1]
한 사람 대 한 사람의 대결로 승패를 가리는 것을 말한다. 처음에는 기마전이 많았던 일본 도고쿠(東国)에서 널리 나타났던 전투방식이다. 10세기 무렵 다이라노 요시후미(平良文)와 미나모토노 아쓰루(源宛)는 각각의 군세를 대기시킨 뒤, 그 군세 사이에 대장(大將)들이 각기 말 한 필씩 타고 나아가서 무사(武者)의 명예를 걸고 서로의 비술(秘術)을 전부 사용하여 겨루었다. 그렇게 해서 서로 역량을 겨뤄 비겼다고 하는 설화가《곤쟈쿠모노가타리슈(今昔物語集)》에 수록되어 있다.
이렇게 일본에서는 전투를 시작할 때, 각자의 진(陣)에서 평판이 높은 용사(勇士)가 말 한 필씩 타고 나와서 서로 이름을 댄 뒤, 양 군세가 지켜보는 가운데 싸우는 관습이 있었다. 또, 전투 도중에도 무장들은 호적수를 찾아서 일대일 전투를 걸었는데, 활(弓矢)·칼(刀)·창(槍)을 사용하거나 때에 따라서는 맨손으로 맞붙었다. 이렇게 하여 이긴 쪽이 적장의 수급(首級)을 들어올려 무명(武名)을 드높혔으며, 이것은 은상(恩賞)을 받는 것을 목표로 했기 때문이었다. 겐페이 전투에서 헤이지의 난 때, 아쿠겐타 요시히라와 다이라노 시게모리의 일기토라든가, 이치노다니 전투에서 구마가이 나오자네와 다이라노 아쓰모리(平敦盛)의 일기토처럼 전기물(戦記物語)에는 단기접전의 예가 많이 나타난다. 그러나, 이러한 전법은 가마쿠라 시대 후반인 원나라의 일본 원정 때는 몽고군의 집단전법에 완전히 무력화되었기 때문에 전혀 통용되지 못했다. 일본 국내에서도 난보쿠초 시대 이후에는 집단전법이 발달하면서 단기접전은 전법으로서 점차 경시되어 갔지만, 여전히 개별 전투에서는 조건(경우)에 따라서 실행되기도 했다. 《야마다쇼에이지키(山田聖栄自記)》에 사쓰마국 아오야노마쓰바라(青屋松原)에서 미야가타(宮方)의 다니야마 유겐(谷山祐玄)과 무가(武家)쪽인 이즈미 다다나오(和泉忠直)의 단기접전 에피소드를 수록하고 있다. 센고쿠 시대가 되어 조총이 전투에 사용되자, 더더욱 일대일 결투 전법은 쇠퇴했다. 그러나 오히려 일부 무장들 사이에서는 단기접전을 중시하는 기풍을 후세까지 존속시키는 경우도 존재했다.
우치(うち)라는 말은 말에 올라타서 간다는 의미로, 잇키가케(一騎駆)라는 말은 단독 또는 대열을 갖추지 않은 일기(一騎)만으로 달리는 것을 의미한다. 또는 말에 올라타서 일렬로 나가는 것을 가리키는 경우도 있었다.

## 같이 보기
- 결투
- 결투 재판

## 참고 자료
- 고미 가쓰오(五味克夫), 〈一騎打ち〉《日本史大事典》1, (1992년), 헤이본샤(平凡社)